# Ga Fukuzumi
Ga Fukuzumi (福住駅 Fukuzumi Eki) là nhà ga tàu điện ngầm nằm ở Toyohira, Sapporo, Hokkaidō, Nhật Bản. Nhà ga được đánh số H14 và đây cũng là ga cuối nằm ở phía nam của Tuyến Tōhō.
Sapporo Dome cách nhà ga khoảng 10 phút đi bộ về phía nam.

## Bố trí ga
| G                                     | Mặt đất                                       | Lối vào/Lối ra |
| Sân ga                                | Sân ga 1                                      | (Ga cuối)      |
| Sân ga đảo, cửa sẽ mở ở bên trái/phải |                                               |                |
| Sân ga 2                              | ← đi H13 Tsukisamu-Chūō (Hướng đi Sakaemachi) |                |

## Lịch sử
- 14 tháng 10 năm 1994: Nhà ga mở cửa cùng với thời điểm mở rộng Tuyến Tōhō từ Hōsui-Susukino đến Fukuzumi.[1]
- 3 tháng 9 năm 2016: Cửa chắn sân ga được lắp đặt và đưa vào sử dụng.

## Xung quanh nhà ga
- Quốc lộ 36 (đến Muroran)
- Sapporo Dome
- Tsukisamu Dome

## Thống kê lượng hành khách
Theo Cục Giao thông vận tải Thành phố Sapporo, số lượng hành khách trung bình mỗi ngày trong năm tài chính 2020 là 10.208.
Số lượng hành khách trung bình mỗi ngày trong những năm gần đây như sau.
| Năm  | Lượng hành khách trung bình mỗi ngày | Nguồn |
| ---- | ------------------------------------ | ----- |
| 1994 | 9,164                                | [ 2 ] |
| 1995 | 11,680                               | [ 2 ] |
| 1996 | 11,971                               | [ 2 ] |
| 1997 | 11,744                               | [ 2 ] |
| 1998 | 11,665                               | [ 2 ] |
| 1999 | 11,742                               | [ 2 ] |
| 2000 | 11,624                               | [ 2 ] |
| 2001 | 13,484                               | [ 2 ] |
| 2002 | 13,514                               | [ 2 ] |
| 2003 | 13,620                               | [ 3 ] |
| 2004 | 14,158                               | [ 3 ] |
| 2005 | 14,596                               | [ 3 ] |
| 2006 | 15,212                               | [ 3 ] |
| 2007 | 15,211                               | [ 3 ] |
| 2008 | 15,302                               | [ 3 ] |
| 2009 | 15,541                               | [ 3 ] |
| 2010 | 15,299                               | [ 3 ] |
| 2011 | 15,997                               | [ 4 ] |
| 2012 | 16,103                               | [ 4 ] |
| 2013 | 16,178                               | [ 4 ] |
| 2014 | 16,556                               | [ 4 ] |
| 2015 | 17,048                               | [ 4 ] |
| 2016 | 17,120                               | [ 4 ] |
| 2017 | 16,549                               | [ 5 ] |
| 2018 | 16,126                               | [ 6 ] |
| 2019 | 16,444                               | [ 6 ] |
| 2020 | 10,208                               | [ 7 ] |

## Hình ảnh

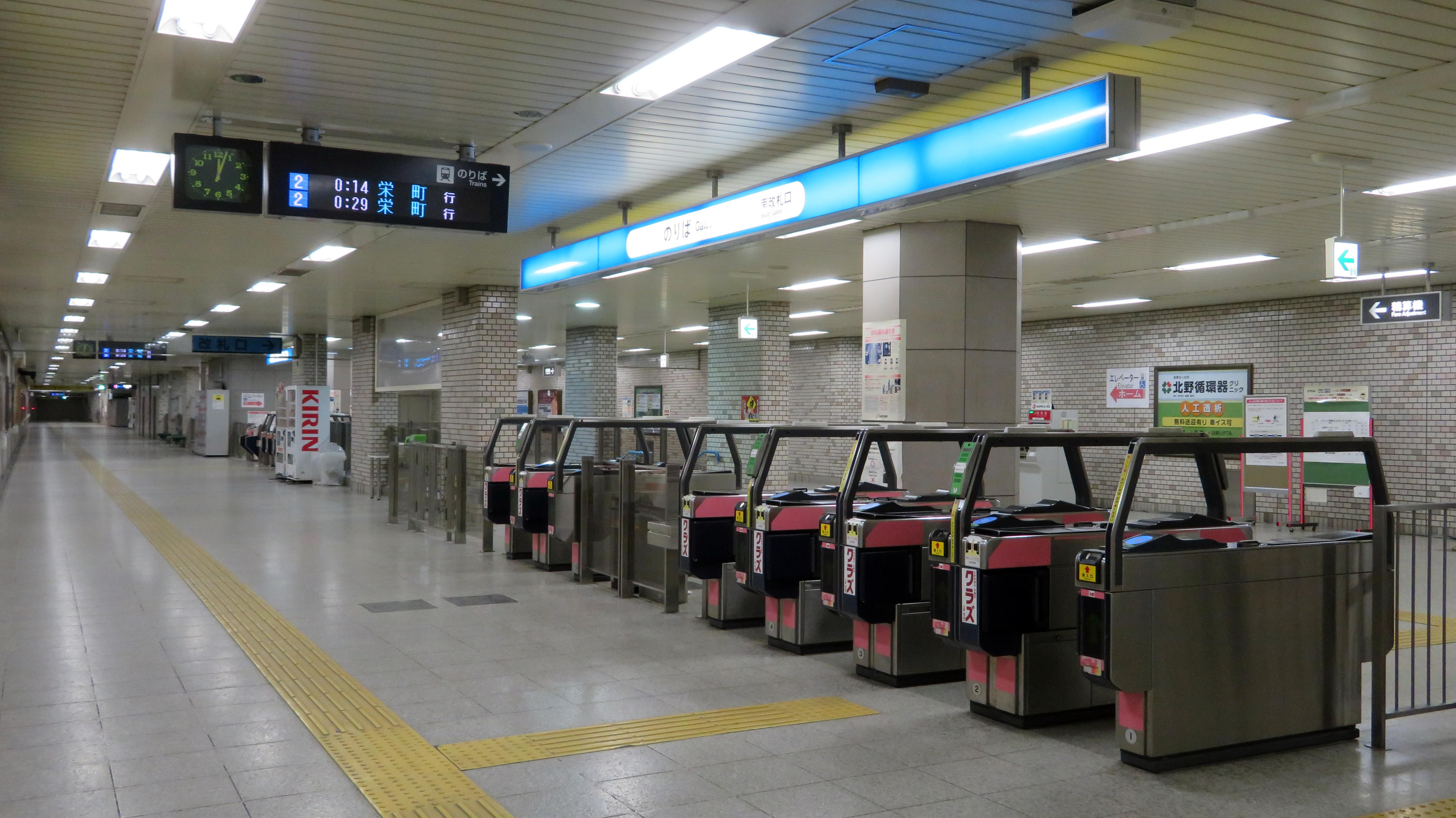
Cổng soát vé
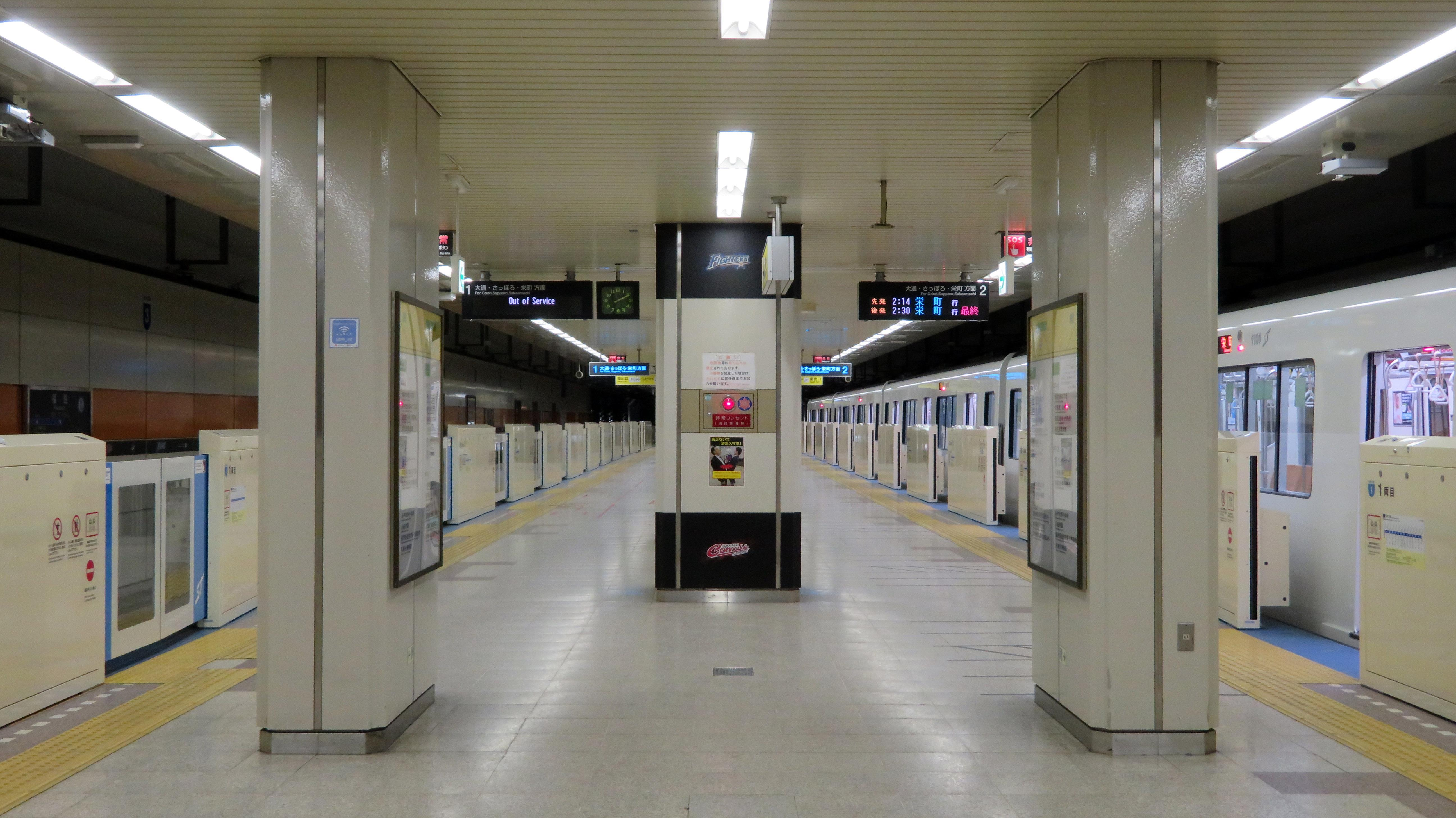
Sân ga
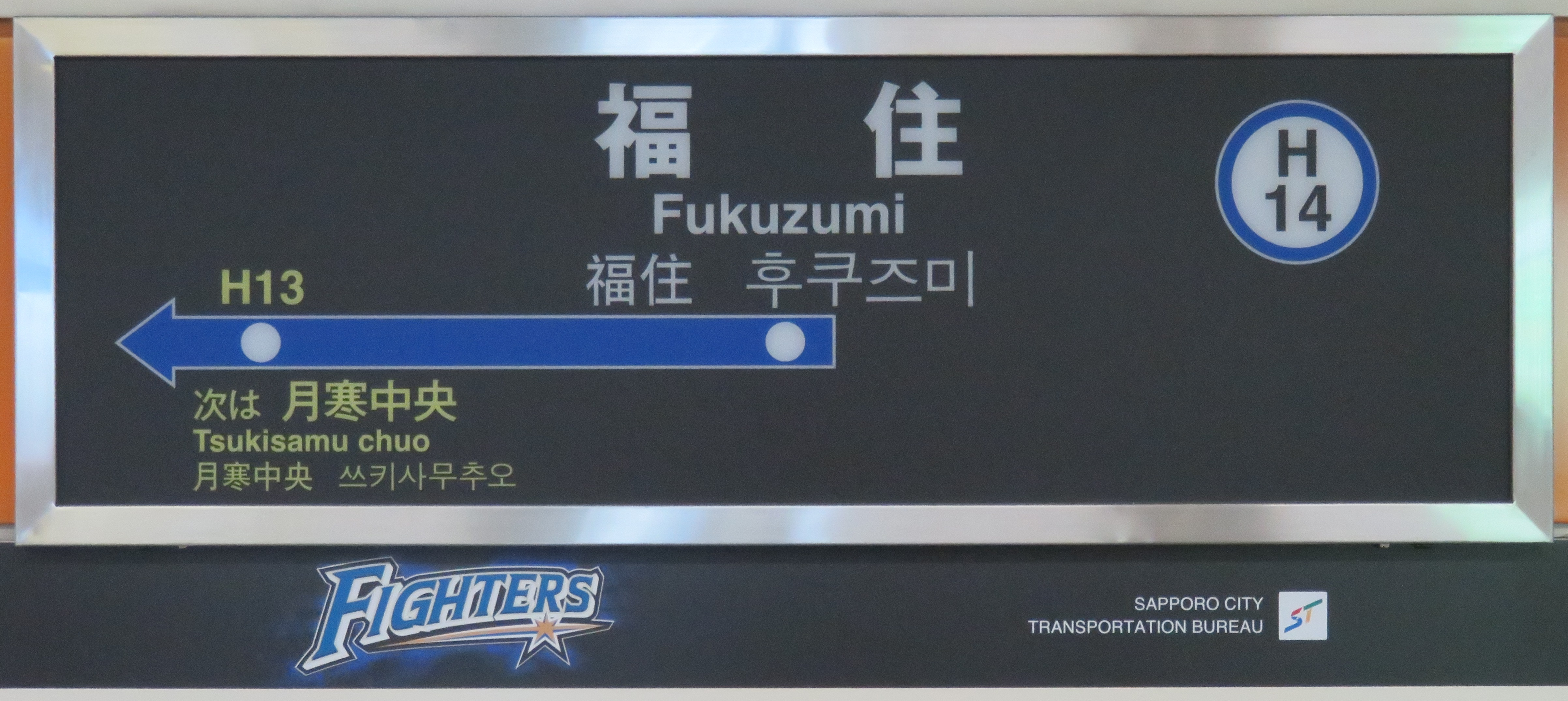
Biển tên của nhà ga